# Óscar Brayson
Oscar René Brayson Vidal, mais conhecido como Oscar Brayson, também referido como Braison (Camagüey, 10 de fevereiro de 1985) é um judoca cubano, medalhista de bronze nos Jogos Olímpicos de Verão de 2008.
Lutou o Grand Prix Nacional de Clubes de 2010 do Brasil pela SOGIPA.